# În pragul morții (Star Trek: Generația următoare)
"Shades of Gray" este un episod din al doilea sezon al serialul științifico-fantastic „Star Trek: Generația următoare”. Scenariul este scris de Maurice Hurley, Richard Manning și Hans Beimler; regizor este Rob Bowman. A avut premiera la 17 iulie 1989.

## Prezentare
Riker este otrăvit de o plantă extraterestră și, în timp ce se află în comă, retrăiește diverse momente din viața sa ca ofițer pe nava Enterprise. (Episodul este format dintr-o compilație de secvențe din episoadele anterioare ca urmare a grevei Asociației Scriitorilor din 1988.)

## Vezi și
- 1989 în științifico-fantastic